# 万有理论
萬物理論（英語：Theory of Everything或ToE）指的是假定存在的一種具有總括性、一致性的物理理論框架，能夠解釋宇宙的所有物理奧秘。:6經過幾個世紀奮勉不懈的努力，發展出兩種理論框架：廣義相對論與量子場論。它們的總合，可以說是最接近想像中的萬有理論。廣義相對論專注於研究引力來明白宇宙的大尺度與高質量現象，例如恆星、星系、星系團等等。量子場論專注於研究非引力來明白宇宙的小尺度與低質量現象，例如，亞原子粒子、原子、分子等等。量子場論成功地給出標準模型，並且能夠按照大統一理論將弱力、強力與電磁力這三種非引力統合在一起。:122
經過多年的研究，這兩種理論分別在適用範圍內做出的預測幾乎都已被實驗肯定。根据物理学家的研究结果，廣義相對論與量子場論互不相容，即對於某些狀況，两者不可能同时是正確的。由於這兩種理論的適用範圍不同，對於大多數狀況，只需用到其中一種理論。:842-844這兩種理論的不相容之處在非常小尺度與高質量範圍才成为显著的问题，例如，在黑洞內部、在宇宙大爆炸之后的极短时间。為了解釋這衝突，透露更深層實在、將引力與其它三種作用力統合在一起的理論框架必須被找出，和諧地将廣義相對論與量子場論整合在一起，原則而言，成為能夠描述所有物理現象的單一理論。近期，在追逐這艱難目標的過程中，量子引力已成為積極研究的領域。
万有理论用来指那些试图统合自然界四种基本相互作用：引力相互作用、强相互作用、弱相互作用和电磁相互作用成為一体的理论，是在电磁作用和弱相互作用連成一体的电弱作用理论之後，再加入強相互作用連成一体的大統一理論基础之後，又加上引力作用連成一体的理論。目前被认为最有可能成功的萬有理论是弦理论和圈量子引力論。

## 歷史

### 從古希臘到愛因斯坦
阿基米德可能是人們所知最早一位用公理來描述自然，並且從中演繹出新結果的科學家。:340他試圖從幾個公理來描述「所有理論」。類似地，任何萬有理論也應該是基於一些公理，從這些公理能夠演繹出所有觀察到的現象。:340
德謨克利特首先提出原子的概念，將所有觀察到的自然現象歸納為原子的運動。在古希臘時期，哲學家猜測，人們觀察到的自然現象之所以具有顯而易見的多樣性，完全是因為原子與原子之間的碰撞。:340在原子論之後，17世紀的機械哲學建議，所有作用力可以最終約化為原子與原子之間的接觸力，在那時，原子被想像為微小的固體粒子。:184
17世紀後期，艾薩克·牛頓對於長距離引力的描述意味著並不是所有大自然作用力都源自於物體接觸的機制。在《自然哲學的數學原理》這本巨著裏，牛頓提出萬有引力定律，並且用這涉及到超距作用的定律將伽利略·伽利萊對於地球引力的研究、描述行星運動的克卜勒定律與潮汐現象統合在一起給予合理解釋。在地球以外發生的現象與在地球發生的現象都可以用萬有引力定律做出合理解釋。
1814年，皮耶爾-西蒙·拉普拉斯將這些成果加以發揮闡揚，他提出一個著名的建議，假若一位足夠聰明的智者知道所有粒子在某個時間的位置與速度，則他可以應用自然定律計算出任意粒子在任意時間的位置：:ch 7
一位智者知道在某一時刻所有促使自然運動的力和組構自然的所有物體的位置，假若他也具有充分的智慧能夠對這些數據進行分析，則在宇宙裡，從最大的物體到最小的粒子，它們的運動都會包含在一條簡單公式裏。對於這位智者而言，沒有任何事物會是含糊的，並且未來只會像過去般出現在他眼前。——Essai philosophique sur les probabilités, Introduction. 1814
拉普拉斯這樣將經典力學設想為一種萬有理論；但在量子力學裏，不確定性原理表明，對粒子的位置與動量同時做測量，假若得到的位置越準確，則得到的動量越不準確；反之亦然。這意味著測量結果的不確定性是無法避免的。因此，拉普拉斯的巧思必需被嚴格修改，萬有理論必需能夠和諧地包含廣義相對論與量子力學。
1820年，漢斯·奧斯特發現了電與磁之間的相互關係。之後，有大量相關的實驗與理論研究被進行與完成，貢獻出很多電磁學方面的成果，最終導致詹姆斯·馬克士威於1865年給出電磁理論。在十九世紀與二十世紀早期，物理學者們漸漸地領悟到很多種常見的作用力，例如，彈性力、黏滯力、摩擦力、壓強等等，都是出自於粒子與粒子之間的電作用力。麥可·法拉第也曾經於1849年至1850年之間做實驗試圖整合引力與電作用力、磁作用力，但他並沒有成功找到任何關連。
大衛·希爾伯特於1900年提出了23個極為重要的數學問題，即著名的希爾伯特的23個問題。 在其中第六個問題，他挑戰學者們找到整體物理學的公理基礎，從數學角度來表達萬有理論。
阿爾伯特·愛因斯坦於1915年發佈廣義相對論，這事件促使對於探索結合引力與電磁力的統一場論又重新感到興趣。在那時期，強力與弱力尚未被發現。愛因斯坦覺得引力與電磁力極具魅力。因此，他開始了三十年探索統一場論的旅程，希望能夠證明這兩種作用力是單獨一種理論的顯像。在他人生的最後幾十年，這種唐吉訶德式的探索使得愛因斯坦跟主流物理脫節。可以理解地是，主流物理對於新近出現的量子力學框架更為興奮。在1940年代早期愛因斯坦寫給朋友的一封信裏，愛因斯坦發牢騷，「我已變成一位孤寂的老傢伙，人們只知道我不穿襪子，在特別場合像珍奇寶貝一般的展現。」赫爾曼·外爾、亞瑟·愛丁頓、西奧多·卡魯扎、奧斯卡·克萊因、愛因斯坦是比較常發表關於統一場論的論文的幾位著名物理學者。愛因斯坦後期生涯竭力探索一種統合的理論，但最終未能成功。:ch 17半個世紀以後，愛因斯坦夢寐以求的統一論已成為現代物理學的終極標靶。

### 二十世紀與核相互作用
在二十世紀，強核力與弱核力的發現打斷了對於統一論的探索。這兩種作用力的性質跟引力、電磁力大不相同。另外還有一個必須超越的障礙，物理學者承認，若要獲得一個可行的萬有理論，則必須從最開始就將量子力學納入考量，而不是從一個決定性統一論的後果找到量子力學，這與愛因斯坦所期望的不同。
經過多年努力，物理學者仍舊無法將引力併入量子框架，更不必說與其他基本力統合。因此，他們轉移工作焦點，試圖統合其它三種力：電磁力、弱力與強力。1967–68年，謝爾登·格拉肖、史蒂文·溫伯格、阿卜杜勒·薩拉姆提出理論共同將前兩種力合併為電弱力。:ch 5對稱性破缺終止了弱電統一：在低能量狀況，電磁力與弱力變得不一樣，因為傳遞弱力的W及Z玻色子的非零質量分別為80.4 GeV與91.2 GeV，而傳遞電磁力的光子的質量為零。在高能量，W及Z玻色子可以很容易地被製成，兩種力變得一樣。
在標準模型裏，電弱力與強力明顯不同。至今為止，尋求萬有理論尚未成功，一是因為電弱力與強力尚未被統合，二是因為引力尚未與這些作用力統合。

## 現代物理

### 常見理論系列
萬有理論試圖統合大自然的所有基本相互作用：引力、強作用力、弱作用力、電磁力。由於弱相互作用能夠將基本粒子從某一種變換成另一種，萬有理論應該也會對於各種可能粒子給出深奧的瞭解。以下給出通常假定的理論路徑，每一次的統合步驟會導致更上一層樓級。

|  |  |                |                |                |                |                |                | 萬有理論         |                  |                  |                  |                  |                  |                      |                      |                      |                      |                      |                      |            |            |                            |                            |                            |                            |                            |                            |               |               |               |               |               |               |      |      |      |      |      |      |  |  |  |  |
|  |  |                |                |                |                |                |                |                  |                  |                  |                  |                  |                  |                      |                      |                      |                      |                      |                      |            |            |                            |                            |                            |                            |                            |                            |               |               |               |               |               |               |      |      |      |      |      |      |  |  |  |  |
|  |  |                |                |                |                |                |                | 量子引力         |                  |                  |                  |                  |                  |                      |                      |                      |                      |                      |                      |            |            |                            |                            |                            |                            |                            |                            |               |               |               |               |               |               |      |      |      |      |      |      |  |  |  |  |
|  |  |                |                |                |                |                |                |                  |                  |                  |                  |                  |                  |                      |                      |                      |                      |                      |                      |            |            |                            |                            |                            |                            |                            |                            |               |               |               |               |               |               |      |      |      |      |      |      |  |  |  |  |
|  |  | 引力           | 引力           | 引力           | 引力           | 引力           | 引力           |                  |                  |                  |                  |                  |                  | 電核力（大統一理論） | 電核力（大統一理論） | 電核力（大統一理論） | 電核力（大統一理論） | 電核力（大統一理論） | 電核力（大統一理論） |            |            |                            |                            |                            |                            |                            |                            |               |               |               |               |               |               |      |      |      |      |      |      |  |  |  |  |
|  |  | 引力           | 引力           | 引力           | 引力           | 引力           | 引力           |                  |                  |                  |                  |                  |                  | 電核力（大統一理論） | 電核力（大統一理論） | 電核力（大統一理論） | 電核力（大統一理論） | 電核力（大統一理論） | 電核力（大統一理論） |            |            |                            |                            |                            |                            |                            |                            |               |               |               |               |               |               |      |      |      |      |      |      |  |  |  |  |
|  |  |                |                |                |                |                |                |                  |                  |                  |                  |                  |                  |                      |                      |                      |                      |                      |                      |            |            |                            |                            |                            |                            |                            |                            |               |               |               |               |               |               |      |      |      |      |      |      |  |  |  |  |
|  |  | 宇宙學標準模型 | 宇宙學標準模型 | 宇宙學標準模型 | 宇宙學標準模型 | 宇宙學標準模型 | 宇宙學標準模型 |                  |                  |                  |                  |                  |                  | 粒子物理學標準模型   | 粒子物理學標準模型   | 粒子物理學標準模型   | 粒子物理學標準模型   | 粒子物理學標準模型   | 粒子物理學標準模型   |            |            |                            |                            |                            |                            |                            |                            |               |               |               |               |               |               |      |      |      |      |      |      |  |  |  |  |
|  |  | 宇宙學標準模型 | 宇宙學標準模型 | 宇宙學標準模型 | 宇宙學標準模型 | 宇宙學標準模型 | 宇宙學標準模型 |                  |                  |                  |                  |                  |                  | 粒子物理學標準模型   | 粒子物理學標準模型   | 粒子物理學標準模型   | 粒子物理學標準模型   | 粒子物理學標準模型   | 粒子物理學標準模型   |            |            |                            |                            |                            |                            |                            |                            |               |               |               |               |               |               |      |      |      |      |      |      |  |  |  |  |
|  |  |                |                |                |                |                |                | 強相互作用 SU(3) | 強相互作用 SU(3) | 強相互作用 SU(3) | 強相互作用 SU(3) | 強相互作用 SU(3) | 強相互作用 SU(3) |                      |                      |                      |                      |                      |                      |            |            | 電弱相互作用 SU(2) x U(1)Y | 電弱相互作用 SU(2) x U(1)Y | 電弱相互作用 SU(2) x U(1)Y | 電弱相互作用 SU(2) x U(1)Y | 電弱相互作用 SU(2) x U(1)Y | 電弱相互作用 SU(2) x U(1)Y |               |               |               |               |               |               |      |      |      |      |      |      |  |  |  |  |
|  |  |                |                |                |                |                |                | 強相互作用 SU(3) | 強相互作用 SU(3) | 強相互作用 SU(3) | 強相互作用 SU(3) | 強相互作用 SU(3) | 強相互作用 SU(3) |                      |                      |                      |                      |                      |                      |            |            | 電弱相互作用 SU(2) x U(1)Y | 電弱相互作用 SU(2) x U(1)Y | 電弱相互作用 SU(2) x U(1)Y | 電弱相互作用 SU(2) x U(1)Y | 電弱相互作用 SU(2) x U(1)Y | 電弱相互作用 SU(2) x U(1)Y |               |               |               |               |               |               |      |      |      |      |      |      |  |  |  |  |
|  |  |                |                |                |                |                |                |                  |                  |                  |                  |                  |                  |                      |                      |                      |                      |                      |                      |            |            |                            |                            |                            |                            |                            |                            |               |               |               |               |               |               |      |      |      |      |      |      |  |  |  |  |
|  |  |                |                |                |                |                |                |                  |                  |                  |                  |                  |                  |                      |                      | 弱相互作用           | 弱相互作用           | 弱相互作用           | 弱相互作用           | 弱相互作用 | 弱相互作用 |                            |                            |                            |                            |                            |                            | 電磁學 U(1)EM | 電磁學 U(1)EM | 電磁學 U(1)EM | 電磁學 U(1)EM | 電磁學 U(1)EM | 電磁學 U(1)EM |      |      |      |      |      |      |  |  |  |  |
|  |  |                |                |                |                |                |                |                  |                  |                  |                  |                  |                  |                      |                      | 弱相互作用           | 弱相互作用           | 弱相互作用           | 弱相互作用           | 弱相互作用 | 弱相互作用 |                            |                            |                            |                            |                            |                            | 電磁學 U(1)EM | 電磁學 U(1)EM | 電磁學 U(1)EM | 電磁學 U(1)EM | 電磁學 U(1)EM | 電磁學 U(1)EM |      |      |      |      |      |      |  |  |  |  |
|  |  |                |                |                |                |                |                |                  |                  |                  |                  |                  |                  |                      |                      |                      |                      |                      |                      |            |            |                            |                            |                            |                            |                            |                            |               |               |               |               |               |               |      |      |      |      |      |      |  |  |  |  |
|  |  |                |                |                |                |                |                |                  |                  |                  |                  |                  |                  |                      |                      |                      |                      |                      |                      |            |            | 電學                       | 電學                       | 電學                       | 電學                       | 電學                       | 電學                       |               |               |               |               |               |               | 磁學 | 磁學 | 磁學 | 磁學 | 磁學 | 磁學 |  |  |  |  |
|  |  |                |                |                |                |                |                |                  |                  |                  |                  |                  |                  |                      |                      |                      |                      |                      |                      |            |            | 電學                       | 電學                       | 電學                       | 電學                       | 電學                       | 電學                       |               |               |               |               |               |               | 磁學 | 磁學 | 磁學 | 磁學 | 磁學 | 磁學 |  |  |  |  |

電弱統合發生於大約100 GeV，大統一發生於大約1016 GeV，與引力統合猜想應會發生於普朗克能量，大約1019 GeV。
至今為止，已有幾種大統一理論被提議來統合電磁力與核力。大統一意味著電核力的存在，猜想應會發生於大約1016 GeV，遠超過任何地球粒子加速器所能達到的能量。雖然，最簡單的大統一理論已被實驗結果排除，它的整體概念，特別是當與超對稱連結在一起時，仍舊是理論物理學術界的喜好。超對稱大統一理論似乎很有道理，這不僅是因為它們在理論方面的美感，而且因為它們自然地製備出大量暗物質，還因為宇宙暴脹可能與大統一物理有關（雖然宇宙暴漲並不是大統一理論的必然結果）。但是，大統一理論明顯地不是終極答案；當今標準模型與所有提議的大統一理論都是量子場論，需要使用可能隱藏瑕疵的重整化方法來獲得有意義的答案。物理學者通常將這需求視為它們只是有效場論的標誌，它們遺漏了在非常高能量時才會出現的關鍵現象。
量子引力步驟涉及到解決量子力學與廣義相對論之間的分歧。至今為止，尚未出現任何可以廣被接受的量子引力理論，因此也尚未出現任何可以廣被接受的萬有理論。
除了解釋圖表裏的作用力以外，萬有理論也或許可以解釋現代宇宙學提出的兩種候選論題：宇宙暴脹與暗能量。但是，這些論題尚未能用實驗嚴格證實。更加地，宇宙學實驗建議暗物質存在，而且是由標準模型以外的基本粒子組成。

### 弦理論與M理論
弦理論或許有可能成為宇宙的最終理論。很多物理學者認為，在宇宙初始時期（大爆炸之後10−43秒內），四種基本力都曾屬同一種基本力。與大多數其它理論不同，弦理論可能正在合併這四種基本力的過程。根據弦理論，宇宙的每一個粒子，在它的最微觀層級（普朗克尺度），是由各種呈不同方式振動中的弦組成。弦理論聲稱，這些獨特振動方式的弦形成了獨特質量與力荷的粒子，例如，電子是以某種方式振動的弦，上夸克是以另一種方式振動的弦。:842-845
弦理論有一個很令人驚訝的性質，即它需要額外維來達成一致性。:842-844在這方面，弦理論可以被視為建構在對於卡魯扎-克萊因理論的深刻瞭解之上。卡魯扎-克萊因理論將廣義相對論推廣至五維宇宙（其中有一維很微小，並且蜷作一團）；從四維觀點來看，就好像廣義相對論與馬克士威的電動力學在一起。這使得統合規範與引力的相互作用的點子更具有信服力，也使得額外維的概念更具有信服力，但是它並沒有對於詳細實驗要求做任何處理。弦理論還有一個重要性質，即它具有超對稱性，這性質與額外維是解決標準模型的等級差問題的兩個主要提議，等級差問題提出疑問，為什麼引力比其他種作用力更為微弱的很多？額外維解答涉及允許引力傳播至其它維度，而又限制其他種作用力於四維時空；使用明確的弦機制，這點子已被實現。
弦理論的研究因在各種理論與實驗方面獲得的成果而得到很多鼓勵。在實驗方面，標準模型的粒子內涵，經過補充了微中子質量的理論，恰巧能夠用SO(10)的旋量來表現，這是E8的子群，慣常地會出現於弦理論，例如混合弦理論或（有時等價的）F-理論。弦理論可以解釋為甚麼費米子會有三世代，也可以解釋幾個夸克世代之間的混合率。在理論方面，弦理論已開始處理量子引力的某些關鍵問題，例如，解決黑洞信息悖論、數算正確的黑洞熵。
1990年代後期，物理學者注意到，在這方面的努力有一個重大障礙，即有非常多可能的四維宇宙。額外維有很微小，並且蜷作一團，可以被緊緻化的方式有很多種（有一個估計得到10500 種方式），每一種會對粒子或作用力給出不同的性質。這一系列模型知名為弦理論園景。:347:ii
有些學者主張，這些理論可能方式都會被付諸實現於大量個宇宙，但是只有少數幾個宇宙能夠適合智慧生命，因此宇宙的基本常數其實應是人擇原理的後果，而不是從理論推導出的數值。這種論述引起很多學者的批評；他們認為，弦理論無法給出有用的（原創的、可証偽的、可檢證的）預測，應該被視為一種偽科學。:842-844但也有些學者對於這批評表示不認同。儘管如此，在理論物理學裏，弦理論仍舊是非常熱門的研究論題。
自從1990年代以來，很多物理學者主張，11維M理論就是萬有理論。五種不同的超弦理論描述它的不同極限。最大超對稱11維超引力描述它的另外極限。但是，對於這論點，並沒有在學術界得到廣泛共識。弦論最致命弱點是它需要極高時空維度如11維度才能成立，與我們的四維時空不符，卡魯扎-克萊因理論是五維理論就因與四維時空不符而被拋棄，弦論的超高維度更是匪夷所思，尤其值得注意的是廣義和狹義相對論都是四維時空理論，11維的弦論能否和相對論相容令人懷疑，另外弦論預測的重力子和超伴子等在LHC 等實驗觀測一無所獲，因此弦論使學界深深懷疑。
1979年諾貝爾獎得主、美國物理學家謝爾登·格拉肖（Sheldon Lee Glashow）是超弦理論的懷疑者，因為其不能提供實驗可檢驗的預言。他曾經試圖阻止超弦理論家進入哈佛大學物理系，但是哈佛大學還是接受了超弦理論，於是他選擇了離開。在約十分鐘《弦論這件事》（《優雅的宇宙》第二部分）的採訪中，他認為超弦是一門與物理沒有關係的學科，並且說：「...你可以把它稱為腫瘤...」

### 圈量子引力論

在自旋網路裏，每一個「節點」代表一個空間顆粒，節點與節點之間的連結線段稱為「鏈接」，代表隔離空間顆粒的基本表面。伴隨著每個鏈接的數字是基本表面面積的量子數。此圖並沒有展示出空間顆粒的量子數。幾個節點與相互連結的鏈接共同形成迴圈。

圈量子引力論將廣義相對論關於時空的概念引入量子場論，因此，它能夠精緻地用數學表述出量子時空，並且對於實際物理問題，例如，黑洞熱力學、大爆炸的初始奇點物理等等給出解答。
圈量子引力論預測，在普朗克尺度，空間呈顆粒結構。對於電磁場案例，代表電磁頻率的算符具有離散線譜，因此每個頻率的能量被量子化，其量子是光子。對於引力場案例，代表微觀空間區域體積的算符具有離散線譜，因此每個微觀空間區域的體積都被量子化，其量子是基本空間顆粒，稱為「節點」。在空間顆粒與空間顆粒之間的隔離表面也具有量子性質，會被量子化成為「鏈接」。這些節點與鏈接形成了自旋網路。在普朗克尺度，由於空間的顆粒結構性質，量子場論的紫外線無窮大能量被截止，因此擺脫了在量子場論裏時常會碰到的無窮大困擾。
按照圈量子引力論，時空是一系列隨著時間流易而改變的空間，每一個節點形成一條「邊線」，每個鏈接形成一個「界面」，這時空的歷史可以用自旋網路來描述，稱為自旋泡沫，是由很多邊線與界面所組成。自旋泡沫表現出時空的歷史。
有些學者聲稱，圈量子引力或許可以複製一些貌似標準模型的特性。至今為止，只有第一代費米子能夠被建模，李·斯莫林研究團隊用類似自旋泡沫的時空穗帶為砌塊組成先子來完成這模型。可是，它們並沒有給出拉格朗日量來描述這些粒子的相互作用，也尚未證明出這些粒子是費米子，更還未實現標準模型的規範群或相互作用。這模型詮釋電荷與色荷為拓撲量；電荷是單獨線帶所載有的扭曲的數量與手性，色荷是這種扭曲的變版。斯莫林的原創論文建議，更高代費米子可以被視為更複雜的穗帶，但他們並沒有給出明確的建模方法。

### 近期發展
目前，尚未有任何包括標準模型與廣義相對論的候選萬有理論。例如，沒有候選理論能夠給出精細結構常數或電子質量。粒子物理學者期望，正在進行的實驗，例如，探索新粒子與暗物質，所得到的結果能夠對萬有理論給出更多新點子。對於標準模型量子場論來說，SU(5)群論模型是被看好的，而SU(5)延伸出的SO(10)群論模型也被看好是萬有理論的重要理論。

## 參閱
- 统一场论
- 数学宇宙假说